# Михаил Михайлов (счетоводител)
Михаил Георгиев Михайлов е български счетоводител и общественик, участник в акцията по спасяването на българските евреи.

## Биография
Роден е в София. Носи храна, лекарства и дрехи на свои приятели евреи в трудовите лагери. През 1942 г. спасява Давид Йозеф Азисов и неговият баща, след като са вкарани в затвора, но Михаул Михайлов успява да ги освободи. Сред приятелите, подпомогнати от Михайлов, са Тамара и Даниел Амарио. През май 1943 г., когато властите изпращат софийските евреи да живеят в провинцията, семейство Амарио са прехвърлени в Пазарджик и те поверяват на Михайлов своите ценности и домашно имущество. Други еврейски приятели, включително Люси Елсаид, семейство Леви и Бони са поверили имуществото си на Михайлов.
Емигрира в Израел и през 1969 г. кандидатства за израелско гражданство. На 2 февруари 1971 г. израелската комисия към Държавния институт „Яд Вашем“ го провъзгласява за „Праведник на света“.